# Retrato de D. Lourenço José Brotas de Lencastre (Vieira Lusitano)
O Retrato de D. Lourenço José Brotas de Lencastre é uma pintura a óleo de cerca de 1745-1750 de Vieira Lusitano, mestre pintor português da transição do Barroco para o Rococó, e que se encontra actualmente no Museu Nacional de Arte Antiga.
O Retrato de D. Lourenço José Brotas de Lencastre é o mais conhecido, fascinante e controverso
retrato de Francisco Vieira Lusitano, que antes foi atribuído à pintora fidalga Ana de Lorena.
Não há unanimidade quanto à identificação do retratado. A identificação do retratado com D. Lourenço José Brotas de Lencastre, 5º marquês de Minas e 8º conde do Prado pelo seu casamento com D. Maria Francisca Antónia de Sousa, figura próxima do infante D. António, irmão de D. João V, foi proposta por Luciano Freire. Porém, há quem defenda que pode tratar-se hipoteticamente de D. Pedro de Alcântara.
Este retrato que segue de perto a excelente pose de um dos estudos de Vieira Lusitano para o Retrato de D. Pedro II, no Álbum do Museu Nacional de Arte Antiga, revela-se como um dos retratos mais brilhantes realizados na época em Portugal, mesmo apesar da fraqueza na pintura das mãos apontada por José-Augusto França, ainda que as mãos sejam próximas das de diversos estudos e desenhos seus, geralmente magras, um pouco espalmadas e de dedos oblongos.:407-409

## Descrição
O Retrato de D. Lourenço José Brotas de Lencastre é um retrato de meio-corpo, com demonstração de elevado nível no desenho anatómico e da fisionomia, na utilização da luz, na modelação dos volumes, na abertura a um fundo de paisagem esfumado e envolvente. De toda a composição transparece a sensação de tranquilidade, de tempo suspenso, dada pela suavidade dos gestos e da luminosidade, pelas cores quentes e harmoniosas, e pelo sentido de equilíbrio clássico das linhas de força.
A expressão do rosto é serena, sem vibrações excessivas, mas real, com vida no olhar quase ingénuo do retratado. A utilização de um claro-escuro que marca a sua pintura a óleo, aparece também aqui, usando a tonalidade negra da casaca e da sombra de uma árvore, esta em segundo plano, artifício que usou mais tarde no Retrato do Infante D. Pedro que está no Palácio de Queluz.
O tom do manto num carmim matizado, lembra também as vestes em inúmeras cenas religiosas pintadas por Vieira Lusitano, que se inspirou em modelos nacionais quinhentistas e, quanto a este retrato, as semelhanças com o muito bom Retrato de Ayres de Sousa e Castro de António de Oliveira de Louredo, pintado cerca de meio século antes.

## Apreciação
Segundo a historiadora Susana Gonçalves, obra-prima da retratística de Vieira Lusitano, o mais fascinante nesta obra, que parece à primeira vista um retrato convencional de fidalgo-caçador, e ao contrário da firmeza e determinação que se espera de uma tal personagem, é a apresentação do retratado como uma personalidade “algo fugidia” e frágil.
José-Augusto França referira também uma certa estranheza, ou mesmo incongruência, neste retrato, chamando-lhe «[…] imagem pomposa de caçador em jeito cosmopolita […]»
Ainda segundo Susana Gonçalves, esta aparente falta de coerência entre o que se esperaria de uma imagem convencional de um nobre caçador e a graciosidade quase pueril do jovem retratado, invoca a teoria marxista de Nicos Hadjinicolaou e a “ideologia imagética crítica” no estudo de obras de arte, em que a componente ideológica de uma imagem representada exerce uma crítica, mais ou menos inteligível, relativamente à ideologia de certos elementos presentes nessa mesma imagem, podendo, neste caso, corresponder a uma crítica à classe social representada. Considera esta ideia como adequada à interpretação da pintura e à postura do pintor face ao modelo representado.
Quanto à autoria da obra, dada a proximidade estilística relativamente às obras comprovadas de Francisco Vieira Lusitano, e dada a inexistência de qualquer termo de comparação no que respeita à produção de Ana de Lorena, Susana Gonçalves conclui não ser de atribuir o Retrato de D. Lourenço José Brotas de Lencastre a esta pintora, mesmo que ela tenha sido uma boa discípula e seguidora de Vieira Lusitano.
Como considera Vítor Serrão, «[…] este quadro não pode, em nenhuma circunstância, deixar de ser obra de Vieira, pelas qualidades da composição, pela segurança do desenho e da finíssima modelação, pelo efeito tonal quente e muito pessoalizado, e pelo requinte do modelado dos adereços e dos tranquilos fundos manchados […]».

## Ligação externa
- «Página oficial». do Museu Nacional de Arte Antiga